# أقليات مسيحية
استنادًا إلى تقرير لمركز الأبحاث بيو يعيش حوالي 87% من مسيحيين العالم في 158 دولة وكيان ذي حكم ذاتي ذات أغلبيّة مسيحيّة. في حين يعيش حوالي 280 مليون مسيحي أي 13% من مجمل مسيحيين العالم كأقليات في دول ذات أغلبيّة غير مسيحيّة. وفي حالة احتساب نيجيريا كدولة مسيحيّة تصبح عدد المسيحيين الذين يقطنون في دول غير مسيحيّة حوالي 208 مليون ويشكلّون بالتالي 10% من مجمل مسيحيين العالم.
أكبر الأقليّات المسيحيّة تتواجد في نيجيريا والصين والهند. في نيجيريا والصين يعيش أعداد من المسيحيين أكثر من أكبر دولة مسيحيّة في أوروبا وذلك إن تم إستثناء أعداد المسيحيين في روسيا.
يشكّل المسيحيين أغلبيّة سكانيّة في 46 من أصل 50 دولة في أوروبا، و34 دولة من أصل 51 دولة في أفريقيا جنوب الصحراء، في جميع دول الأمريكيتين، وفي 27 دولة من أصل 60 دولة في آسيا وأوقيانوسيا.
من بين 234 دولة وكيان ذي حكم ذاتي، تعتبر المسيحية أقلية في 72 دولة وكيان ذي حكم ذاتي. وتشكل المسيحية في 43 دولة ثاني أكبر الأديان، منها في 38 دولة ذات أغلبيّة مسلمة، ودولتين ذات أغلبيّة لادينية (جمهورية التشيك وإستونيا)، وفي دولة ذات أغلبيّة بوذية (بورما)، وفي دولة ذات أغلبية هندوسية (موريشيوس) وفي دولة بلا أغلبية دينية واضحة (كوريا الجنوبية).

## إشكاليّة نيجيريا ومصر
المسيحية في نيجيريا من الديانات الرئيسيّة في البلاد وتتراوح نسب المسيحيين بين 40.0% -48.2%. في حين أنّ نسبة المسلمين تتراوح بين 48.8%-50.9%. بسبب عدم وجود إحصائيّة دقيقة لنسبة المسيحيين والمسلمين في البلاد يتم في بعض الأحيان عدم اعتبار مسيحيين نيجيريا كأقليّة. ولكن في أغلبيّة الدراسات لا تتعدى نسبة المسيحيين 48% وبالتالي يتم في غالب الأحيان اعتبار المسيحيين نيجيريا كأقليّة سكانيّة.
بالنسبة لإشكاليّة الوضع المصري في الواقع فإنه من الصعب تحديد عدد الأقباط في مصر، بسبب غياب التعددات الرسمية التي أخذت بعين الاعتبار البعد الطائفي من عام 1986 خلال عهد الرئيس حسني مبارك وحكومة عاطف صدقي، حينها قدّر عدد الأقباط بحوالي 6% داخل مصر أي حوالي 3 من أصل 60 مليون. ولم تشمل المغتربين، لذلك فإن الإحصاءات التقديرية اليوم تنظر لعدد الأقباط بالنسبة نفسها. بحسب إحصاء غير رسمي قامت به الكنيسة القبطية قدر عدد الأقباط داخل مصر بحوالي 18 مليونًا على أن النسبة تشمل جميع المسيحيين بما فيهم الكاثوليك والبروتستانت وكعدد تقديري 16 مليون، أي حوالي20% من مجموع الشعب المصري. أخيرًا فإن موقع الأقباط الأحرار يقول: أن كلا الإحصائين يفتقران للدقة، وينقل عن عدد من الكهنة القول بأن عدد الأقباط حوالي 10 ملايين. يذكر أيضًا أن الأقباط يتهمون الحكومة المصرية بتزوير العدد الحقيقي، وتذكر نقلاً عن صحيفة «الأقباط المتحدون» بقلم ممدوح حليم نقلاً عن محمد حسنين هيكل أن عدد الأقباط في مصر هو بين 12 إلى 15% من مجموع المصريين أي بين 10 إلى 13 مليون.

## أكبر الأقليات المسيحية من حيث عدد السكان
القائمة أُخذت من دراسة قام بها معهد بيو في 2011، يعيش في هذه الدول العشرة 240 مليون مسيحي يشكلون حوالي 85% من مجمل الأقليات المسيحية في العالم.
| مرتبة | دولة           | عدد المسيحيين | نسبة المسيحيين |
| ----- | -------------- | ------------- | -------------- |
| 1     | نيجيريا        | 78,050,000    | 48.2%          |
| 2     | الصين          | 68,410,000    | 5.1%           |
| 3     | الهند          | 31,850,000    | 2.6%           |
| 4     | إندونيسيا      | 23,660,000    | 8.8%           |
| 5     | كوريا الجنوبية | 14,100,000    | 29.3%          |
| 6     | ساحل العاج     | 8,840,000     | 44.8%          |
| 7     | مصر            | 8,000,000     | 10.0%          |
| 8     | فيتنام         | 7,030,000     | 8.0%           |
| 9     | تشاد           | 4,500,000     | 40.0%-34.0%    |
| 10    | كازاخستان      | 4,150,000     | 26.2%          |
| 11    | جمهورية التشيك | 4,140,000     | 39.4%          |

## المسيحيون في الدول المُسلمة

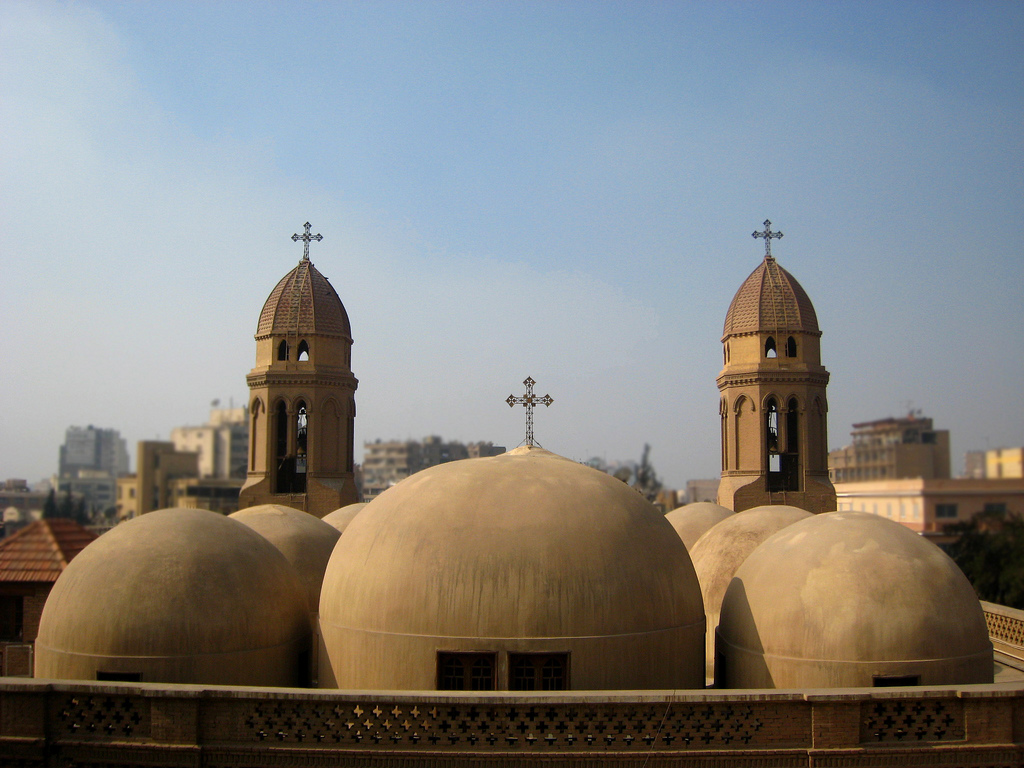
.كنيسة مارمرقس القبطية، تُعد الكنيسة القبطية الأرثوذكسية إحدى أكبر التجمعّات المسيحية في العالم الإسلامي.

تترواح أعداد المسيحيين في الدول ذات الأغلبيّة المسلمة حسب جدول معهد بيو؛ بين 61-66 مليون نسمة (في حالة عدم احتساب مسيحيين نيجيريا) وبين 139-144 مليون (في حالة تم احتساب مسيحيين نيجيريا). وبينما تتراوح أعداد المسيحيين في 50 دول ذات أغلبية إسلاميّة بين 139-144 مليون نسمة؛ تصل نسبتهم إلى حوالي 50% من مجمل الأقليات المسيحية في العالم.
في حين تشير إحصائيات أخرى أنّ أعداد المسيحيين في الدول الإسلاميّة تتراوح بين 153 مليون إلى 230 مليون نسمة. بسبب صعوبة تحديد عدد المسيحيين في مصر، وبسبب غياب التعددات الرسميّة التي أخذت بعين الاعتبار البعد الطائفي تتراوح أعداد المسيحيين في مصر بين 4-8 مليون.
حسب تقرير نشرته معهد بيو في 22 يونيو سنة 2015، حول ثاني أكبر الأديان بحسب دول العالم؛ تبيّن أنّ المسيحية تأتي في المركز الثاني كأكبر الأديان المعتنقة في 39 دولة من أصل 50 دولة ذات أغلبية مسلمة. وبالمقابل تأتي المسيحية في المركز الثالث كأكبر الأديان المعتنقة في إحدى عشرة دولة ذات أغلبيّة مسلمة وهي: مالي (في المركز الثاني الأديان الأفريقية التقليدية)، وموريتانيا (في المركز الثاني الأديان الأفريقيّة التقليدية)، والصحراء الغربية (الإلحاد واللادينيّة في المركز الثاني)، والجزائر (الإلحاد واللادينيّة في المركز الثاني)، والصومال (الإلحاد واللادينيّة في المركز الثاني)، واليمن (الإلحاد واللادينيّة في المركز الثاني)، وتركيا (الإلحاد واللادينيّة في المركز الثاني)، وإيران (البهائية في المركز الثاني)، وباكستان (الهندوسية في المركز الثاني)، وبنغلاديش (الهندوسية في المركز الثاني) وماليزيا (البوذية في المركز الثاني)،
يتعايش المسيحيون والمسلمون في العديد من مناطق العالم الإسلامي منها تركيا، فلسطين، الأردن، سوريا، لبنان، إيران، سيراليون، السنغال، دول آسيا الوسطى، أندونيسيا والعديد من الدول الأفريقية وقد استطاع المسيحيون الوصول إلى مناصب سياسيّة واجتماعية واقتصادية هامة في العديد من هذه البلدان. في حين أن أحوال المسيحيين في بعض الدول الإسلامية في تدهور مستمر، حيث احتلت دول ذات طابع إسلامي المراكز التسعة الأولى بعد كوريا الشمالية للدول الأكثر اضطهادًا للمسيحيين في العالم.
حسب جدول معهد بيو تتواجد أكبر التجمعات المسيحيّة في العالم الإسلامي في:
| مرتبة | دولة                     | عدد المسيحيين       | نسبة المسيحيين | المذهب السائد                      | المرتبة         |
| ----- | ------------------------ | ------------------- | -------------- | ---------------------------------- | --------------- |
| 1     | نيجيريا                  | 78,050,000          | 48.2%          | بروتستانتية                        | ثاني أكبر ديانة |
| 2     | إندونيسيا                | 23,660,000          | 8.8%           | بروتستانتية ثم كاثوليكية           | ثاني أكبر ديانة |
| 3     | مصر                      | 8,100,000-4,290,000 | 10.0%-5.3%     | أرثوذكسية مشرقية                   | ثاني أكبر ديانة |
| 4     | تشاد                     | 4,560,000           | 40.0%-34.0%    | كاثوليكية ثم بروتستانتية           | ثاني أكبر ديانة |
| 5     | كازاخستان                | 4,150,000           | 26.2%          | أرثوذكسية شرقية                    | ثاني أكبر ديانة |
| 6     | بوركينا فاسو             | 3,710,000           | 22.5%          | كاثوليكية                          | ثاني أكبر ديانة |
| 7     | باكستان                  | 2,750,000           | 1.6%           | بروتستانتية ثم كاثوليكية           | ثالث أكبر ديانة |
| 8     | ماليزيا                  | 2,670,000           | 9.4%           | كاثوليكية؛ بروتستانتية             | ثالث أكبر ديانة |
| 9     | السودان                  | 1,810,000           | 5.4%           | كاثوليكية ثم بروتستانتية           | ثاني أكبر ديانة |
| 10    | سوريا                    | 1,800,000           | 10.0%          | أرثوذكسية شرقية ثم كاثوليكيّة شرقيّة | ثاني أكبر ديانة |
| 11    | لبنان                    | 1,620,000           | 38.3%          | كاثوليكيّة شرقيّة                    | ثاني أكبر ديانة |
| 12    | السعودية                 | 1,500,000           | 4.4%           | كاثوليكية                          | ثاني أكبر ديانة |
| 13    | سيراليون                 | 1,230,000           | 20.9%          | بروتستانتية ثم كاثوليكيّة           | ثاني أكبر ديانة |
| 14    | ألبانيا                  | 1,118,000-580,000   | 35.0%-18.0%    | كاثوليكية ثم أرثوذكسية شرقية       | ثاني أكبر ديانة |
| 15    | غينيا                    | 1,090,000           | 10.9%          | كاثوليكية                          | ثاني أكبر ديانة |
| 16    | الإمارات العربية المتحدة | 940,000             | 12.6%          | كاثوليكية                          | ثاني أكبر ديانة |
| 17    | أوزبكستان                | 630,000             | 2.3%           | أرثوذكسية شرقية ثم بروتستانتية     | ثاني أكبر ديانة |
| 18    | قرغيزستان                | 610,000             | 11.4%          | أرثوذكسية شرقية                    | ثاني أكبر ديانة |
| 19    | مالي                     | 490,000             | 3.2%           | كاثوليكية                          | ثالث أكبر ديانة |
| 20    | السنغال                  | 450,000             | 3.6%           | كاثوليكية                          | ثاني أكبر ديانة |
| 21    | الكويت                   | 390,000             | 14.3%          | كاثوليكيّة                          | ثاني أكبر ديانة |
| 22    | المغرب                   | 380,000             | 1.1%           | كاثوليكية ثم بروتستانتية           | ثاني أكبر ديانة |
| 23    | تركمانستان               | 320,000             | 6.4%           | أرثوذكسية شرقية                    | ثاني أكبر ديانة |
| 24    | تركيا                    | 320,000             | 0.4%           | أرثوذكسية مشرقية                   | ثالث أكبر ديانة |
| 25    | إيران                    | 300,000             | 0.2%           | أرثوذكسية مشرقية                   | ثالث أكبر ديانة |
| 26    | أذربيجان                 | 280,000             | 3.0%           | أرثوذكسيّة شرقيّة                    | ثاني أكبر ديانة |
| 27    | بنغلاديش                 | 280,000             | 0.2%           | بروتستانتيّة                        | ثالث أكبر ديانة |
| 28    | العراق                   | 270,000             | 0.8%           | كاثوليكيّة شرقيّة؛ بروتستانتية       | ثاني أكبر ديانة |
| 29    | قطر                      | 240,000             | 13.8%          | كاثوليكية                          | ثاني أكبر ديانة |
| 30    | كوسوفو                   | 240,000             | 11.4%          | أرثوذكسية شرقية                    | ثاني أكبر ديانة |
| 31    | الجزائر                  | 190,000 - 380,000   | 0.2%           | بروتستانتية                        | ثالث أكبر ديانة |
| 32    | البحرين                  | 180,000             | 14.5%          | كاثوليكية                          | ثاني أكبر ديانة |
| 33    | عُمان                     | 180,000             | 6.5%           | كاثوليكيّة                          | ثاني أكبر ديانة |
| 34    | ليبيا                    | 170,000             | 2.7%           | كاثوليكية ثم أرثوذكسية مشرقية      | ثاني أكبر ديانة |
| 35    | الأردن                   | 130,000             | 2.2%           | أرثوذكسية شرقية                    | ثاني أكبر ديانة |
| 36    | النيجر                   | 120,000             | 0.8%           | بروتستانتية                        | ثاني أكبر ديانة |
| 37    | طاجيكستان                | 110,000             | 1.6%           | أرثوذكسية شرقية                    | ثاني أكبر ديانة |
| 38    | فلسطين                   | 100,000             | 2.4%           | أرثوذكسية شرقيّة                    | ثاني أكبر ديانة |
| 39    | بروناي                   | 40,000              | 9.4%           | كاثوليكية ثم بروتستانتية           | ثاني أكبر ديانة |
| 40    | غامبيا                   | 40,000              | 4.5%           | كاثوليكية                          | ثاني أكبر ديانة |
| 41    | اليمن                    | 40,000              | 0.2%           | بروتستانتية                        | ثالث أكبر ديانة |
| 42    | أفغانستان                | 30,000              | 0.1%           | بروتستانتية                        | ثاني أكبر ديانة |
| 43    | تونس                     | 20,000-35,000       | 0.2%           | كاثوليكيّة                          | ثاني أكبر ديانة |
| 44    | جيبوتي                   | 20,000              | 2.3%           | كاثوليكية                          | ثاني أكبر ديانة |
| 45    | جزر القمر                | 15,000              | 0.5%           | بروتستانتية ثم كاثوليكية           | ثاني أكبر ديانة |
| 46    | موريتانيا                | 10,000              | 0.3%           | كاثوليكية؛ بروتستانتية             | ثالث أكبر ديانة |
| *     | مايوت                    | 6,379               | 3.0%           | بروتستانتية                        | ثاني أكبر ديانة |
| 47    | قبرص الشمالية            | 3,000               | 1.0%           | أرثوذكسية شرقية                    | ثاني أكبر ديانة |
| 48    | الصومال                  | 1,000               | 0.1%           | بروتستانتية ثم أرثوذكسية مشرقية    | ثالث أكبر ديانة |
| 49    | جزر المالديف             | 300                 | 0.08%          | كاثوليكية ثم بروتستانتية           | ثاني أكبر ديانة |
| 50    | الصحراء الغربية          | 200                 | 0.03%          | كاثوليكية                          | ثالث أكبر ديانة |

## المسيحيون في الدول اللادينيّة
وفقًا لدراسة قام بها معهد بيو سنة 2011؛ وجدت أنّ ستة دول ذات أغلبية لادينية وهي: جمهورية التشيك (75%)، كوريا الشمالية (71%)، إستونيا (60%)، اليابان (57%)، هونغ كونغ (56%) والصين (52%). وتنتشر في دول الشرق الأقصى بشكل ثانوي الديانة الصينية التقليدية والبوذية والشنتو.
حسب جدول معهد بيو تصل أعداد المسيحيّين في الدول ذات الأغلبيّة اللادينيّة إلى 77.1 مليون نسمة؛ ويُشّكلون أكثر من ربع الأقليات المسيحيّة في العالم:
| مرتبة | دولة           | عدد المسيحيين | نسبة المسيحيين | المذهب السائد                         | المرتبة         |
| ----- | -------------- | ------------- | -------------- | ------------------------------------- | --------------- |
| 1     | الصين          | 68,410,000    | 5.1%           | بروتستانتية                           | رابع أكبر ديانة |
| 2     | جمهورية التشيك | 4,140,000     | 39.4%          | كاثوليكية                             | ثاني أكبر ديانة |
| 3     | اليابان        | 2,530,000     | 1.6%           | بروتستانتية ثم رومانيّة كاثوليكيّة      | رابع أكبر ديانة |
| 4     | هونغ كونغ      | 1,010,000     | 14.3%          | بروتستانتية                           | رابع أكبر ديانة |
| 5     | إستونيا        | 540,000       | 39.9%          | بروتستانتية لوثرية ثم أرثوذكسية شرقية | ثاني أكبر ديانة |
| 6     | كوريا الشمالية | 480,000       | 2.0%           | بروتستانتية                           | رابع أكبر ديانة |

## المسيحيون في الدول الهندوسيّة
وفقًا لدراسة قام بها معهد بيو سنة 2011؛ وجدت أنّ ثلاثة دول ذات أغلبية هندوسية وهي: النيبال والهند وموريشيوس. ويعيش في هذه الدول 32.3 مليون مسيحي.
| مرتبة | دولة     | عدد المسيحيين | نسبة المسيحيين | المذهب السائد            | المرتبة         |
| ----- | -------- | ------------- | -------------- | ------------------------ | --------------- |
| 1     | الهند    | 31,850,000    | 2.6%           | بروتستانتية ثم كاثوليكية | ثالث أكبر ديانة |
| 2     | موريشيوس | 330,000       | 25.3%          | كاثوليكية                | ثاني أكبر ديانة |
| 3     | نيبال    | 140,000       | 0.5%           | بروتستانتية              | خامس أكبر ديانة |

## المسيحيون في الدول البوذية
وفقًا لدراسة قام بها معهد بيو سنة 2011؛ وجدت أنّ سبعة دول ذات أغلبية بوذية وهي: كمبوديا، تايلند، بورما، بوتان، سريلانكا، لاوس ومنغوليا. حسب جدول معهد بيو تصل أعداد المسيحيّين في الدول ذات الأغلبيّة البوذية إلى 6 ملايين نسمة.
| مرتبة | دولة     | عدد المسيحيين | نسبة المسيحيين | المذهب السائد            | المرتبة         |
| ----- | -------- | ------------- | -------------- | ------------------------ | --------------- |
| 1     | ميانمار  | 3,750,000     | 7.8%           | بروتستانتية              | ثاني أكبر ديانة |
| 2     | سريلانكا | 1,530,000     | 7.3%           | كاثوليكية                | رابع أكبر ديانة |
| 3     | تايلاند  | 600,000       | 0.9%           | بروتستانتية ثم كاثوليكية | ثالث أكبر ديانة |
| 4     | لاوس     | 90,000        | 1.5%           | بروتستانتية ثم كاثوليكية | ثالث أكبر ديانة |
| 5     | منغوليا  | 60,000        | 2.3%           | بروتستانتية              | خامس أكبر ديانة |
| 6     | كمبوديا  | 50,000        | 0.4%           | بروتستانتية              | رابع أكبر ديانة |
| 7     | بوتان    | 10,000        | 0.5%           | بروتستانتية              | رابع أكبر ديانة |

## المسيحيون في الدولة اليهودية
تعتبر إسرائيل الدولة الوحيدة في العالم ذات الأغلبيّة اليهودية؛ تشير إحصاءات دائرة الإحصاء المركزية للعام 2018 أن عدد المسيحيين في إسرائيل بلغ 180 ألف، ويشكلون حالياً نحو 2.1% من عدد سكان إسرائيل البالغ أكثر من تسعة ملايين. حوالي 80% من مسيحيي إسرائيل هم مسيحيون عرب، حوالي 80% من مسيحيي إسرائيل هم مسيحيون عرب، الباقي يتوزعون بين مسيحيون يهود الذين جاءوا إلى إسرائيل من الدول الأوروبية، خاصًة دول الاتحاد السوفياتي السابق، أو من معتنقو المسيحية، يضاف إليهم بالإضافة إلى 200,000 من الأجانب ممن يتحدثون اللغة العبرية، الذين جاءوا للعمل أو الدراسة. يعتبر المسيحيين الأكثر تعلمًا بين اليهود والمسلمين والدروز حيث أن 68% من المسيحيون هم من حملة الشهادات الجامعية، ولدى المسيحيين العرب أعلى نسبة أطباء وأعلى نسبة نساء أكاديميات في إسرائيل مقارنة ببقية شرائح المجتمع الإسرائيلي، وهم الأقل إنجابًا للأولاد، كما أن وضعهم الاقتصادي-الاجتماعي الأفضل بين عرب 48، وقد برز من مسيحيي عرب 48 عدد من رجال الدين امثال المطران عطالله حنا والبطريرك ميشيل صباح والسياسييين من امثال إميل حبيبي، توفيق طوبي وعزمي بشارة الذين طالبوا بحقوق العرب داخل الخط الأخضر وقد نشط المسيحيون على وجه الخصوص في الجبهة الديموقراطية للسلام والمساواة وحزب التجمع الوطني الديمقراطي؛ ويدير المسيحيون في المنطقة عددًا من المدارس ومراكز النشاط الاجتماعي ومستشفيات.
| مرتبة | دولة    | عدد المسيحيين | نسبة المسيحيين | المذهب السائد                      | المرتبة         |
| ----- | ------- | ------------- | -------------- | ---------------------------------- | --------------- |
| 1     | إسرائيل | 180,000       | 2.1%           | كاثوليكيّة شرقيّة ثم أرثوذكسيّة شرقيّة | ثالث أكبر ديانة |

## المسيحيون في ولاية السيخ
السيخية واحدة من الديانات الرئيسة في العالم إذ يعتنقها 25.8 مليون، ويشكلون الغالبية السكانية في ولاية البنجاب الهندية علمًا ولاية أنها غير مستقلة وتتبع الهند. يعيش في معقل السيخ حوالي 335,221 مسيحي.
| مرتبة | دولة    | عدد المسيحيين | نسبة المسيحيين | المذهب السائد          | المرتبة         |
| ----- | ------- | ------------- | -------------- | ---------------------- | --------------- |
| 1     | البنجاب | 335,221       | 1.21%          | بروتستانتية وكاثوليكية | رابع أكبر ديانة |

## المسيحيون في محافظات الموحدون الدروز
الموحدون الدروز هم عرقية دينية، ويقيمون في المقام الأول في سوريا ولبنان وإسرائيل والأردن، وتتراوح أعدادهم بين 800,000 إلى 2,000,000 نسمة. ويشكلون الغالبية السكانية في محافظة السويداء السورية البالغ تعداد سكانه حوالي 375,000 نسمة (90% من السكان من الدروز) عام 2010، وفي قضاء عاليه اللبناني البالغ تعداد سكانه 127,084 نسمة (54.5% من السكان من الدروز) عام 2009. يعيش في معاقل الدروز حوالي 77,998 مسيحي أي 15.5%.
| مرتبة | دولة            | عدد المسيحيين | نسبة المسيحيين | المذهب السائد                                   | المرتبة         |
| ----- | --------------- | ------------- | -------------- | ----------------------------------------------- | --------------- |
| 1     | قضاء عاليه      | 51,748        | 40.7%          | الكنيسة المارونية وأرثوذكسية شرقية              | ثاني أكبر ديانة |
| 2     | محافظة السويداء | 26,250        | 7.0%           | أرثوذكسية شرقية وكنيسة الروم الملكيين الكاثوليك | ثاني أكبر ديانة |

## المسيحيون في دول بلا أغلبيّة دينيّة واضحة
هناك ثمانيّة دول في العالم بلا أغلبيّة دينيّة واضحة وهي غينيا بيساو، ماكاو، ساحل العاج، سنغافورة، كوريا الجنوبية، تايوان، توغو وفيتنام. حسب جدول معهد بيو تصل أعداد المسيحيّين في هذه الدول إلى 35 مليون نسمة.
| مرتبة | دولة           | عدد المسيحيين | نسبة المسيحيين | المذهب السائد                   | المرتبة           |
| ----- | -------------- | ------------- | -------------- | ------------------------------- | ----------------- |
| 1     | كوريا الجنوبية | 14,100,000    | 29.3%          | بروتستانتية مشيخية ثم كاثوليكية | ثاني أكبر ديانة   |
| 2     | ساحل العاج     | 8,840,000     | 44.8%          | بروتستانتية؛ كاثوليكية          | أكبر ديانة معتنقة |
| 3     | فيتنام         | 7,030,000     | 8.0%           | كاثوليكية                       | رابع أكبر ديانة   |
| 4     | توغو           | 2,640,000     | 43.7%          | كاثوليكية ثم بروتستانتية        | أكبر ديانة معتنقة |
| 5     | تايوان         | 1,280,000     | 5.5%           | بروتستانتية                     | رابع أكبر ديانة   |
| 6     | سنغافورة       | 920,000       | 18.2%          | بروتستانتية ثم كاثوليكية        | ثاني أكبر ديانة   |
| 7     | غينيا بيساو    | 300,000       | 19.7%          | كاثوليكية                       | ثالث أكبر ديانة   |
| 8     | ماكاو          | 40,000        | 7.2%           | كاثوليكية                       | رابع أكبر ديانة   |